# Alpheus P. Hodges
Alpheus Hodges (Virginia, 1821 – Alexandria, 29 luglio 1858) è stato un politico statunitense, 1º sindaco di Los Angeles.